# Ciruas (plaats)
Ciruas is een bestuurslaag in het regentschap Serang van de provincie Banten, Indonesië. Ciruas telt 2107 inwoners (volkstelling 2010).